# Sasaki Nariyori
Sasaki Nariyori est un nom japonais traditionnel ; le nom de famille (ou le nom d'école), Sasaki, précède donc le prénom (ou le nom d'artiste).
Sasaki Nariyori (佐々木 成頼, 976-1003) est l'ancêtre du clan Sasaki auquel il donne le nom de son han situé dans la province d'Ōmi. Il est l'arrière-petit-fils de Minamoto no Masanobu, ancêtre des Uda Genji.

## Source de la traduction
- (en) Cet article est partiellement ou en totalité issu de l’article de Wikipédia en anglais intitulé « Sasaki Nariyori » (voir la liste des auteurs).